# Palazzo di Giustizia (Roma)
Il Palazzo di Giustizia è un edificio giudiziario di Roma che si trova in piazza Cavour, nel rione Prati.
Dopo essere stato per mezzo secolo sede del tribunale di Roma, esso è attualmente sede della Corte suprema di cassazione e del Consiglio dell'Ordine degli avvocati di Roma, oltre a ospitare la Biblioteca centrale giuridica; è costeggiato da via Triboniano e via Ulpiano sui due lati corti e da piazza dei Tribunali sul fronte verso il lungotevere. Comunemente è chiamato
"

## Storia

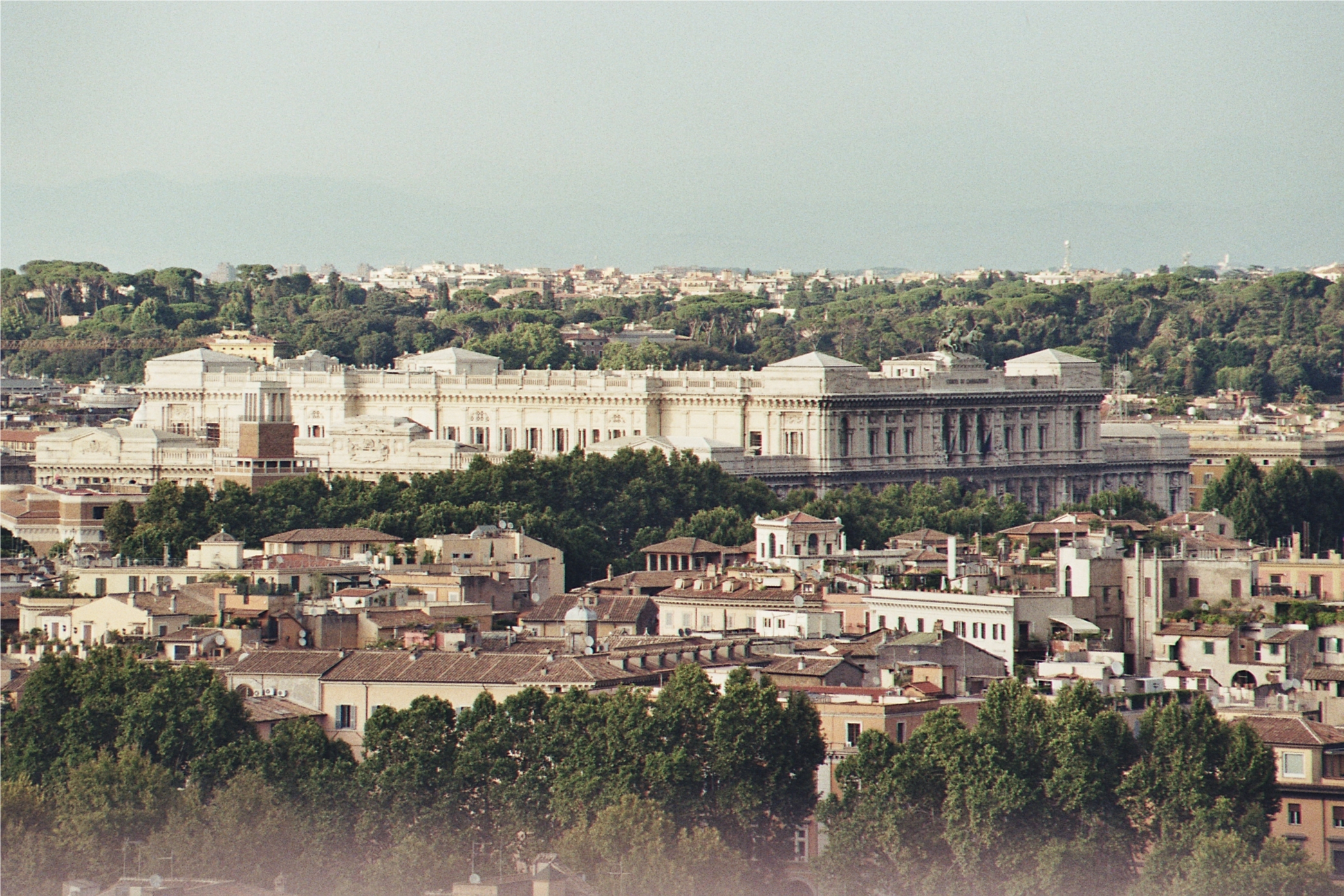
L'imponente mole del Palazzo visto dal Gianicolo.

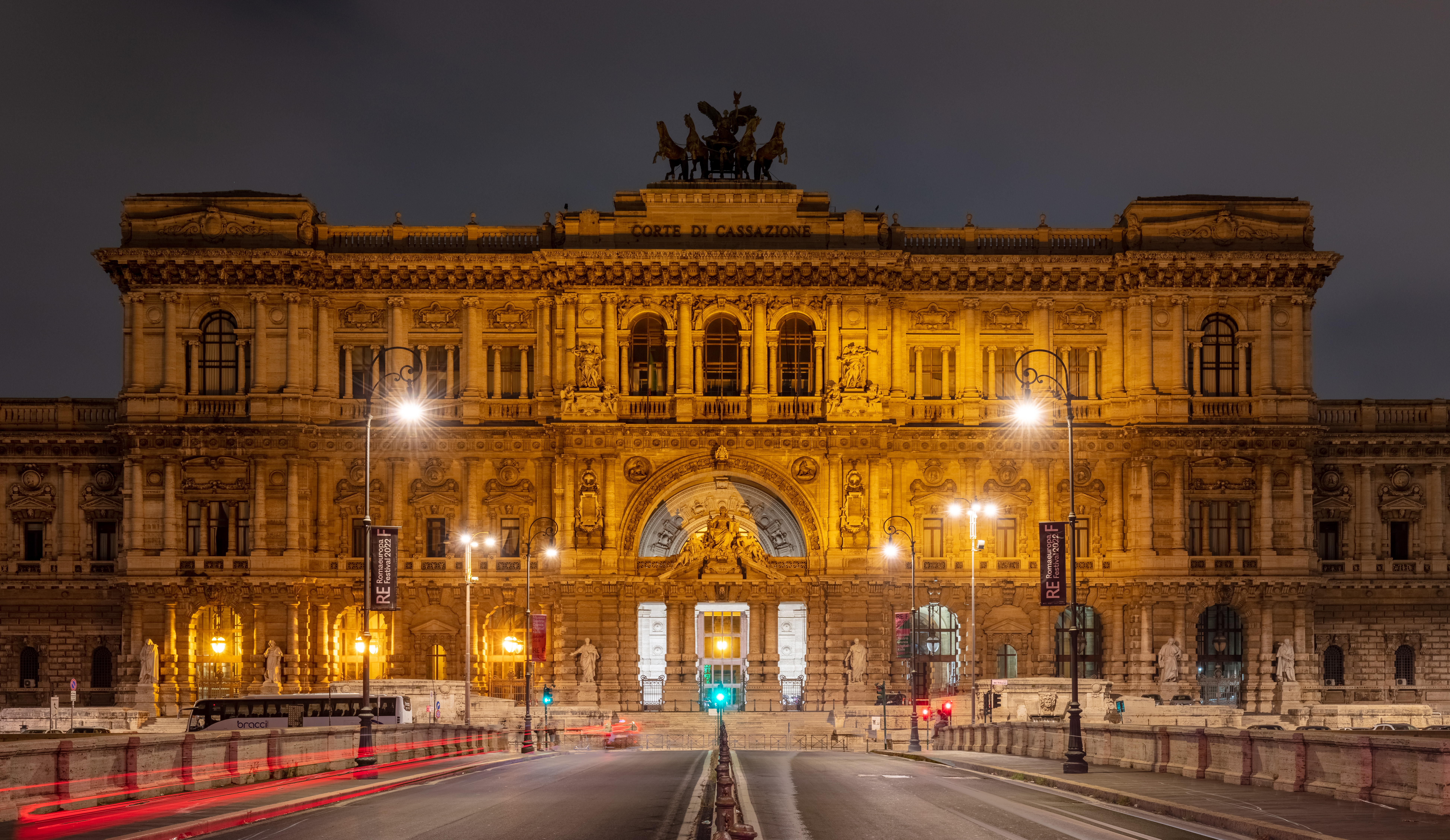
Vista notturna

Realizzato tra il 1889 e il 1911 dall'architetto perugino Guglielmo Calderini, è una delle maggiori opere realizzate dopo la proclamazione di Roma come capitale del Regno d'Italia. L'inaugurazione ufficiale dei lavori, con la posa della prima pietra, avvenne in forma solenne il pomeriggio del 14 marzo 1889 (in onore del re, che compiva gli anni quel giorno) alla presenza dei sovrani Umberto e Margherita, del ministro di grazia e giustizia Giuseppe Zanardelli – che aveva insistentemente voluto l'edificio per riunificare in una sede prestigiosa, nel quartiere Prati che stava allora sorgendo, i vari organi giudiziari della capitale – e del sindaco Alessandro Guiccioli.

### Costruzione
La natura alluvionale del terreno, sul quale insiste l'edificio, richiese imponenti lavori per la costruzione di una grande platea di calcestruzzo a sostegno delle fondazioni.
Durante i lavori di scavo per le fondazioni vennero alla luce diversi reperti archeologici, tra i quali alcuni sarcofagi con relativo corredo funerario. In uno di questi fu rinvenuta, accanto allo scheletro di una giovane donna, Crepereia Tryphaena, una bambola d'avorio di pregevole fattura e snodabile in alcune articolazioni, che fu trasferita nell'Antiquarium comunale. Ora è esposta nel museo Centrale Montemartini.
Le dimensioni inusitate, l'eccessiva decorazione, la funzione dell'edificio e la sua laboriosa costruzione non scevra da sospetti di corruzione (che portarono nel 1912 ad un'inchiesta parlamentare) furono all'origine del soprannome popolare Palazzaccio, che tuttora lo accompagna.
Il progetto originale che aveva vinto il concorso prevedeva un terzo piano a tutta pianta, sotto il più ristretto volume finale di coronamento. Ma la scarsa resistenza del terreno, come già detto, convinse il Calderini a rinunciarvi e ad accettare a malincuore la mutazione radicale delle proporzioni dell'edificio. Calderini si sentì uno sconfitto. Dopo l'inaugurazione piovvero sull'opera, e sul suo autore, critiche tecniche e soprattutto estetiche assai pesanti, fra le quali rimase famosa quella di Lionello Venturi: "Il palazzo di giustizia del Calderini è una massa di travertino in preda al tetano". Le esacerbanti critiche ricevute dal progettista perugino contribuirono a diffondere la leggenda metropolitana secondo la quale si sarebbe suicidato, quasi ottuagenario. Le cronache dell'epoca, invece, non hanno mai fatto cenno a tale avvenimento.

### Inaugurazione
Il palazzo, ventidue anni dopo l'inizio dei lavori, fu inaugurato, alla presenza del sovrano Vittorio Emanuele III, l'11 gennaio 1911.
Le polemiche originate dalla lievitazione dei costi diedero luogo ad una Commissione parlamentare d'inchiesta, istituita con legge 4 aprile 1912 n. 317: composta di cinque deputati e di cinque senatori, fu presieduta dal senatore Secondo Frola.

### Impiego
Tra il 1926 e il 1943 nell'edificio ebbe sede il Tribunale speciale fascista, che teneva le proprie sedute pubbliche nell'ampia Aula IV del pianterreno.

Durante l'occupazione tedesca di Roma fu usato dai nazisti come postazione per le fucilazioni.
L'edificio fu utilizzato, inoltre, per alcune scene del film di Orson Welles Il processo del 1962, tratto dall'omonimo romanzo di Franz Kafka.
Nonostante la robusta platea, problemi di instabilità si riproposero nel secondo dopoguerra, finché distacchi e cedimenti richiesero impegnativi lavori di restauro iniziati nel 1970.
L'opzione che si affermò, alla fine degli anni sessanta, fu quella di spostare il tribunale al nuovo complesso edilizio di piazzale Clodio, abbandonando la parte del Palazzaccio di cui le crepe e i crolli erano giunti ad impedire la fruizione (salvo che per la parte dove ha sede attualmente la Corte di Cassazione). Data la decisione, fu istituita una commissione di specialisti per decidere le sorti del monumento. La maggior parte di essi si pronunciò per la demolizione dell'edificio e la conseguente creazione di un vasto giardino come ampliamento di Piazza Cavour sino al Tevere. L'altra tesi propendeva per la conservazione, seppur non funzionale a causa dei costi di restauro statico, in quanto l'edificio, pur di non esemplare architettura, costituiva comunque la testimonianza storica di un'epoca. L'enormità dei costi previsti per l'eventuale demolizione fece prevalere la seconda ipotesi. Così l'edificio, da tempo evacuato, fu sottoposto nel 1970 ad una serie di lavori, sufficienti a metterlo "in sicurezza". E in questo stato è rimasto.

## Descrizione

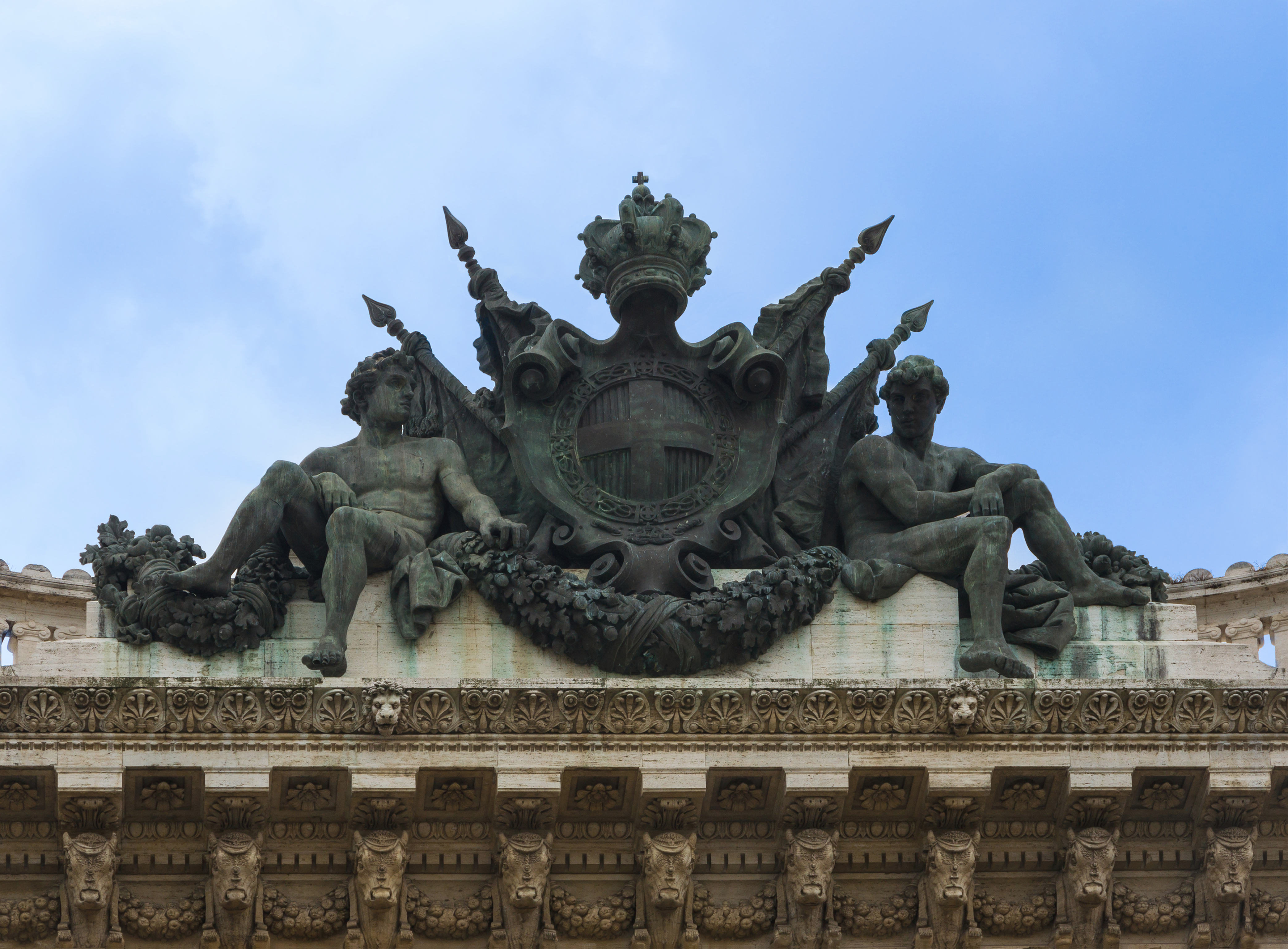
Facciata posteriore: stemma bronzeo di Casa Savoia

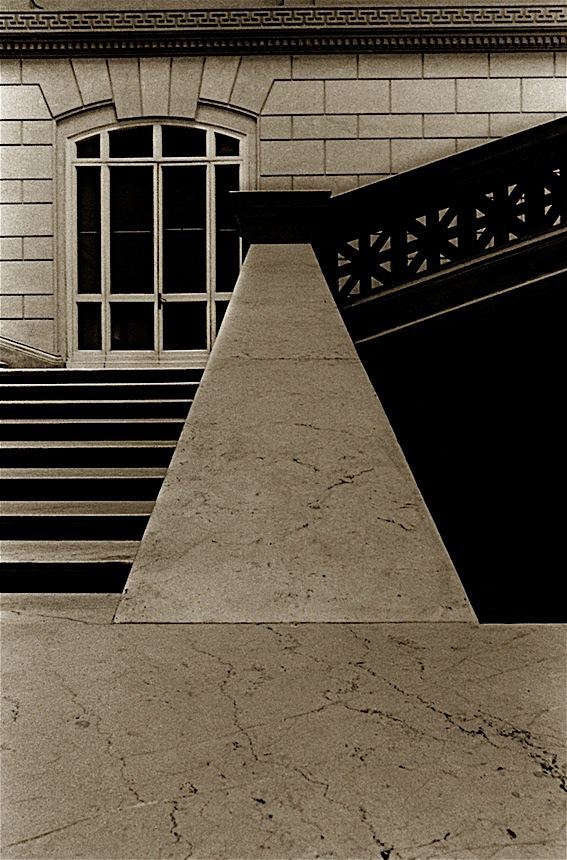
Architetture

L'edificio, costruito dalla ditta Ricciardi Borrelli & Mannajuolo e ispirato all'architettura tardorinascimentale e barocca secondo il gusto dello stile umbertino allora in voga, si presenta di grandi dimensioni (metri 170 x 155) ed è completamente rivestito di travertino. È sormontato, nel lato rivolto verso il Tevere, da una grande Quadriga in bronzo, posta nel 1926, opera dello scultore palermitano Ettore Ximenes.
Ai lati dell'ingresso sono poste le statue di 8 giureconsulti. In piedi vi sono Cicerone, Papiniano, Giovanni Battista De Luca e Giambattista Vico, mentre seduti vi sono Gaio, Erennio Modestino, Lucio Licinio Crasso e Salvio Giuliano, questi ultimi nella realizzazione dello scultore Emilio Gallori. La parte superiore della facciata posteriore, prospiciente piazza Cavour, è arricchita da uno stemma in bronzo di Casa Savoia. Sulla facciata si trova una scultura rappresentante la Legge dello scultore francese André-Joseph Allar.
All'interno la Sala della Corte di cassazione, conosciuta anche con il nome di Aula Magna o – come il Calderini preferiva denominarla sulle proprie planimetrie – Aula Massima, è ornata da diversi affreschi tra i quali quelli dedicati al ciclo su La scuola del diritto di Roma, iniziato dal senese Cesare Maccari, interrotto nel 1909 per la paralisi improvvisa dell'autore e proseguito, sino al 1918, dal suo allievo Paride Pascucci.

## Nuova dislocazione del Tribunale di Roma
- Tribunale - Settore Penale (Piazzale Clodio)[14]
- Tribunale - Settore Civile (Viale Giulio Cesare 54/B)[14]
- Tribunale - Settore Civile e Lavoro (Via Lepanto 4)[14]